# 2017년 로스앤젤레스 영화 비평가 협회상
제43회 로스앤젤레스 영화 비평가 협회상은 2017년 12월 3일에 열린 시상식이다.

## 수상 및 후보

### 작품상
- 콜 미 바이 유어 네임 - 루카 구아다니노 수상

### 감독상
- 셰이프 오브 워터: 사랑의 모양 - 기예르모 델 토로 수상
- 콜 미 바이 유어 네임 - 루카 구아다니노 수상

### 남우주연상
- 콜 미 바이 유어 네임 - 티모시 샬라메 수상

### 여우주연상
- 셰이프 오브 워터: 사랑의 모양 - 샐리 호킨스 수상

### 남우조연상
- 플로리다 프로젝트 - 윌렘 대포 수상

### 여우조연상
- 레이디 버드 - 로리 멧칼프 수상

### 각본상
- 겟 아웃 - 조던 필 수상

### 촬영상
- 셰이프 오브 워터: 사랑의 모양 - 댄 로스츠센 수상

### 미술상
- 블레이드 러너 2049 - 데니스 가스너 수상

### 편집상
- 덩케르크 - 리 스미스 수상

### 음악상
- 팬텀 스레드 - 조니 그린우드 수상

### 외국어영화상
- 120 BPM - 로빈 캉필로 수상
- 러브리스 - 안드레이 즈비아긴체프 수상

### 다큐멘터리상
- 페이시스 플레이시스 - 아녜스 바르다 수상

### 애니메이션상
- 더 브레드위너 - 라라 새디크 수상

### 독립영화상
- 퍼지 디스 랜드 - 리 안느 슈미트 수상

### 신인상
- 그레타 거윅 수상

### 공로상
- 막스 폰 시도우 수상